# Ponta do Sol
Ponta do Sol is een gemeente in het Portugese autonome gebied Madeira.
De gemeente heeft een totale oppervlakte van 47 km² en telde 8125 inwoners in 2001.
De gelijknamige plaats telt circa 4200 inwoners.

## Plaatsen
- Canhas
- Madalena do Mar
- Ponta do Sol